# Ichneumon lapponicus
Ichneumon lapponicus är en stekelart som beskrevs av Hellen 1951. Ichneumon lapponicus ingår i släktet Ichneumon och familjen brokparasitsteklar. Arten är reproducerande i Sverige. Inga underarter finns listade i Catalogue of Life.